# سیکو (شرکت)

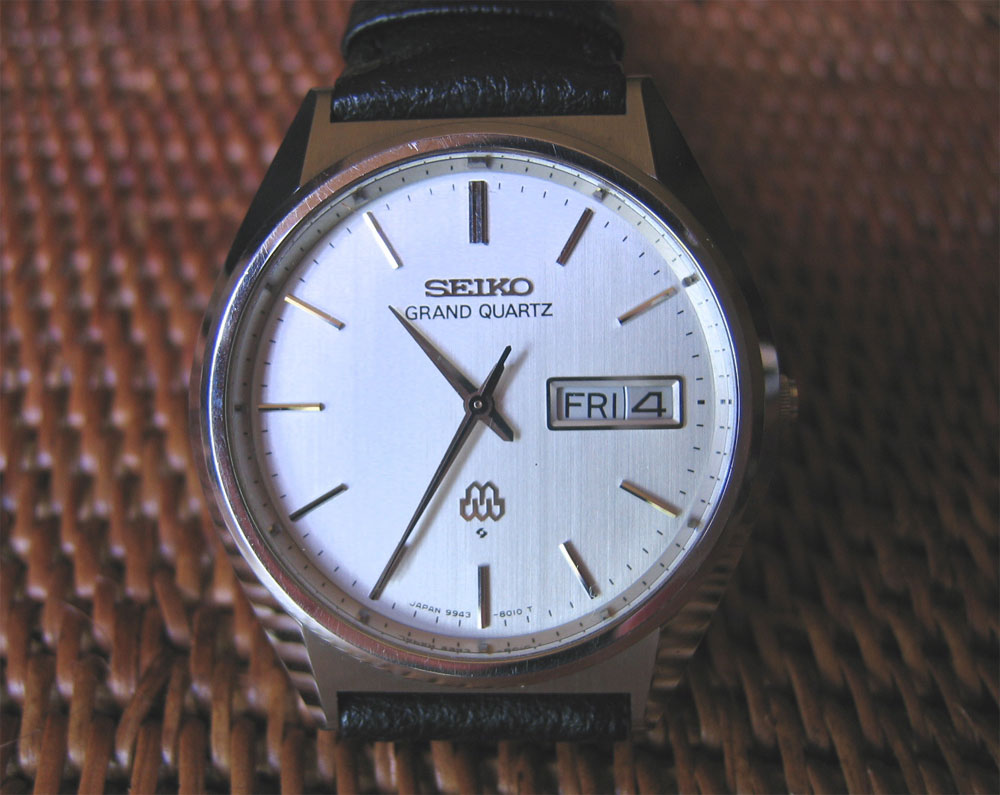
ساعت گراند کوارتز، محصول سال ۱۹۷۸ (۱۳۵۷)

سیکو (به ژاپنی: セイコーホールディングス株式会社 Seikō Hōrudingusu Kabushiki-gaisha) شرکت هلدینگ کالای لوکس ژاپنی است، که شامل زیرمجموعه‌های ساعت مچی، ساعت دیواری، تجهیزات الکترونیکی، نیمه‌رساناها، جواهرات و محصولات نوری است.
در سال ۱۸۸۱ کارآفرین ۲۲ ساله به نام "کینتارو هاتوری" فروش و تعمیر ساعت‌های مچی و دیواری را در مرکز توکیو آغاز نمود و یازده سال بعد، در سال ۱۸۹۲ وی کارخانه "Seikosha" را در ژاپن تأسیس نمود و در آن زمان موفق به ساخت نخستین ساعت دیواری خود شد. سپس در سال ۱۸۹۵ نخستین ساعت جیبی را طراحی کرد. سیکو به‌علت تخصص و مهارت بالای خود در طراحی و ساخت ساعت همواره توانسته‌است نوآوری‌های بعدی را پایه‌گذاری کند. سیکو اجزای ساعت‌های خود را از پیشرفته‌ترین ICها تا فنرهای تعادلی می‌سازد و تنها تولیدکننده‌ای است که از چهار فناوری به‌روز ساخت ساعت (Kinetic , Quartz , Mechanical و Spring Drive) بهره می‌برد.

## فناوری‌ها
سیکو ابداع کننده بسیاری از تکنولوژی‌های صعنت ساعت در دنیا بوده است و می‌توان به موارد زیر اشاره کرد:
- تولید اولین ساعت In-House ژاپنی در سال 1956[۱۲]
- تولید اولین ساعت با تکنولوژی کوارتز جهان در سال 1969[۱۳]
- تولید اولین ساعت کرونوگراف ژاپنی در سال 1964[۱۴]
- تولید اولین ساعت غواصی ژاپنی در سال 1965 [۱۵]
- تولید اولین ساعت مچی تلویزیونی جهان در سال 1982 [۱۶]
- تولید اولین ساعت با تکنولوژی اسپرینگ درایو جهان در سال 1999[۱۷]